# Hyères

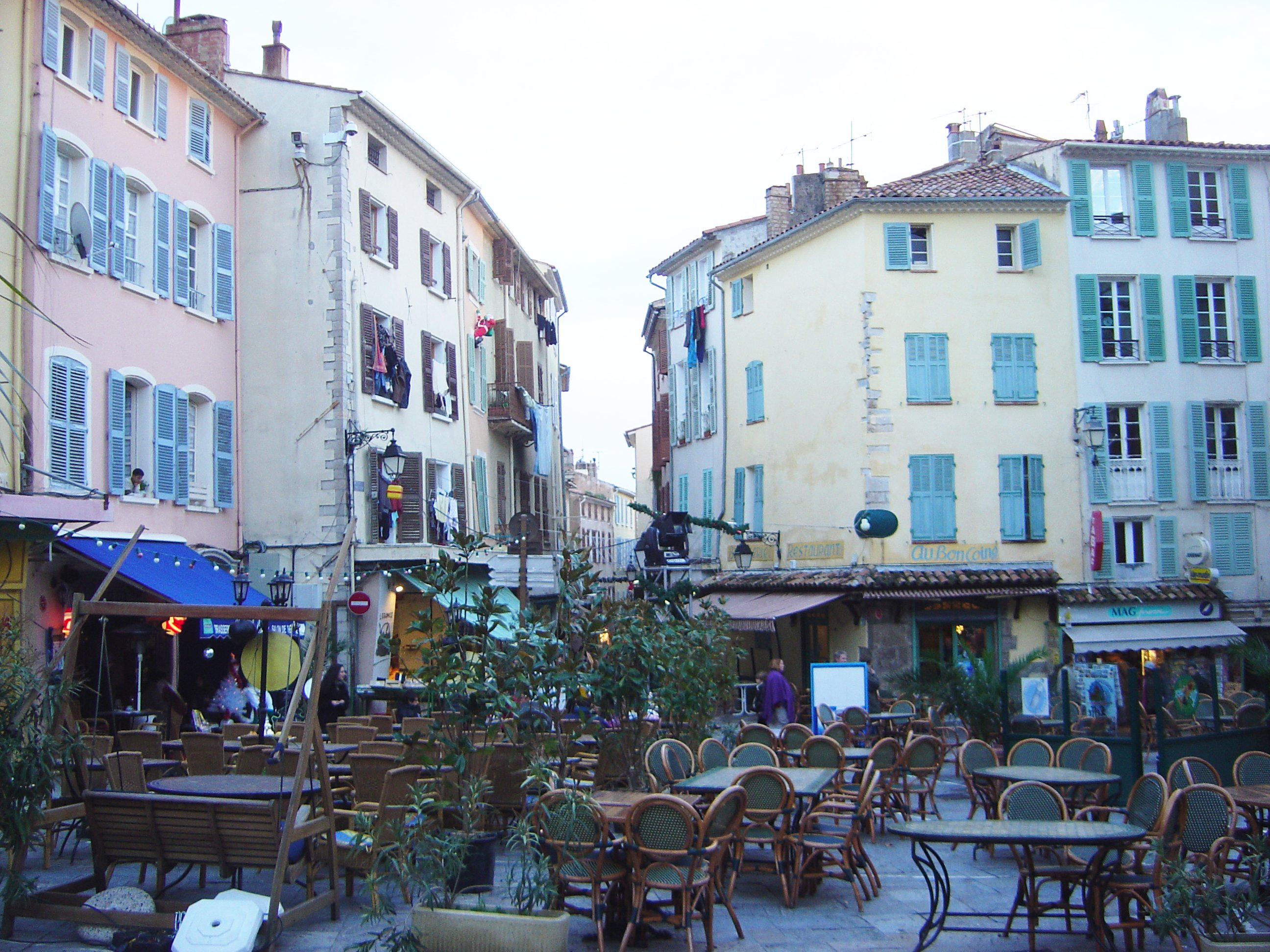
Hyères.

Bandeira de Hyères.

Hyères é uma cidade do sudeste de França, no departamento de Var e com cerca 40.000 h. Situada a norte da península de Giens, é centro turístico. A sudeste da cidade encontram-se as Ilhas Hyères.

Brasão de armas de Hyères.